# Al-Qunaytira (provins)

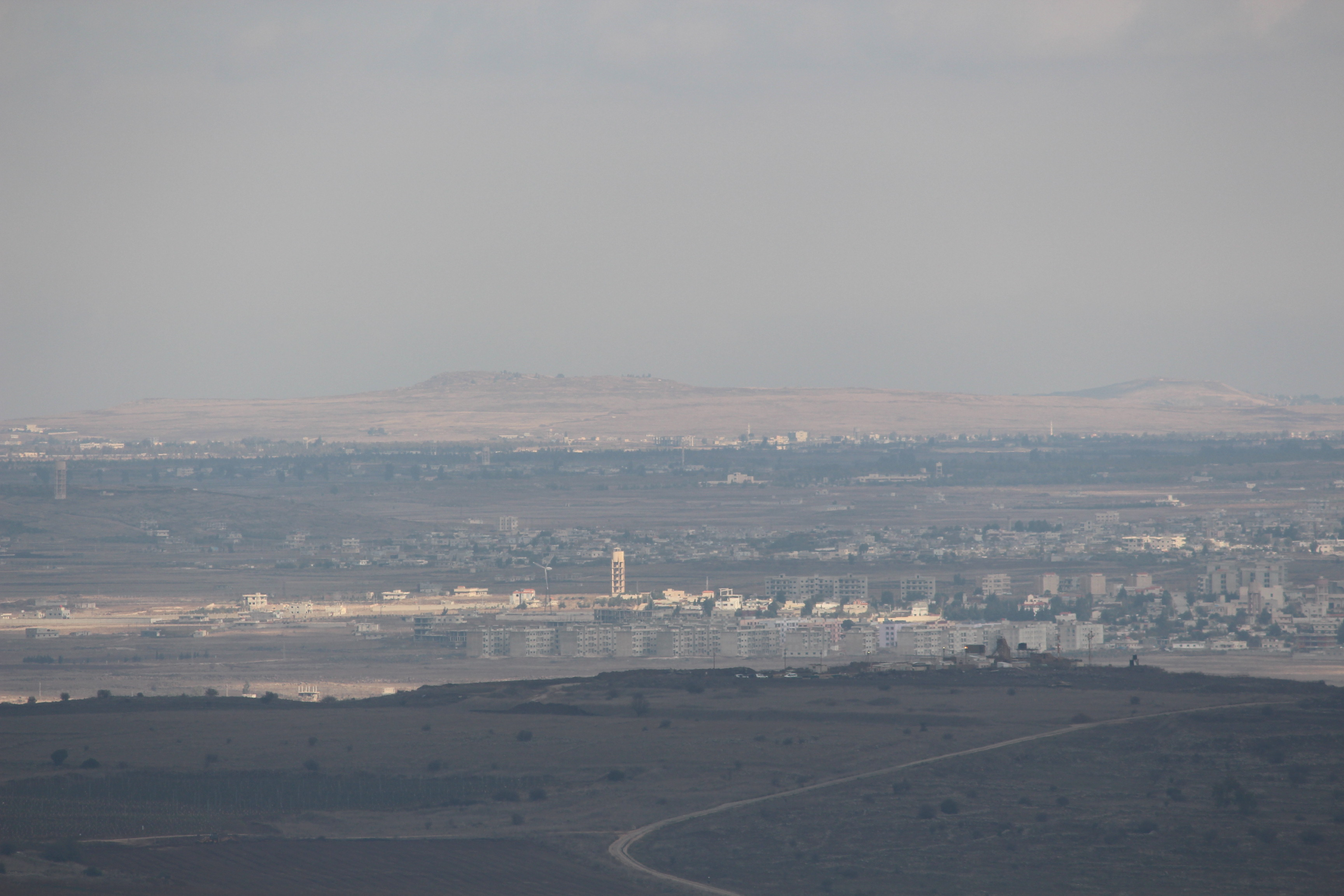
Huvudorten al-Qunaytira, sedd från den israelisk-ockuperade delen av Golanhöjderna, 2013.

al-Qunaytira (arabiska القنيطرة) är en provins i sydvästra Syrien, med gräns mot Jordanien i söder, Israel i väster och Libanon i nordväst. Befolkningen uppgick till 81 000 invånare i slutet av 2008, på en yta av 1 861 kvadratkilometer. Detta gör den till den minsta provinsen i landet, både till yta och befolkning. De omstridda Golanhöjderna ligger delvis inom provinsen.
Den administrativa huvudorten är de jure staden al-Qunaytira. Den förstördes dock av Israel 1974 i efterspelet av Jom kippur-kriget, och istället har Madinat al-Salam, 1986 grundad som Madinat al-Bath, övertagit rollen som de facto huvudort för provinsen.

## Administrativ indelning
Provinsen är indelad i två distrikt, mintaqa:
- Fiq
- al-Qunaytira